# Sant Pol de Cabanabona
Sant Pol de Cabanabona és una església de Cabanabona (Noguera) inclosa a l'Inventari del Patrimoni Arquitectònic de Catalunya.

## Descripció
Ermita de planta rectangular amb teulada a doble vessant que cobreix la nau. Dos senzills contraforts al mur sud. La façana està orientada a l'est amb porta d'arc de mig punt dovellada i un ull de bou i un campanar d'espadanya a la part superior.
Al costat nord s'hi adossa la primitiva església romànica, desafectada, que s'utilitza com a local secundari de l'ermita actual. És en curs de rehabilitació. Es tracta d'una església d'una sola nau, coberta amb volta de canó amb un absis semicircular a llevant.

## Història
Es troba a poca distància del poble de Cabanabona. Fou construïda al segle xviii amb l'ajuda de tots els veïns del poble.
Actualment cada dilluns de pasqua (de la segona) es realitza un aplec a Sant Pol amb els veïns del poble de Cabanabona i també d'altres llocs.